# 慶祝澳門回歸祖國20周年澳珠煙花匯演
慶祝澳門回歸祖國20周年澳珠煙花匯演（葡萄牙語：Espectáculo de Fogo-de- Artifício Macau-Zhuhai em Comemoração do 20.o Aniversário do Retorno de Macau à Pátria）是澳門特別行政區政府為慶祝其成立二十周年而所舉辦的大型慶祝活動之一，並首次與珠海市人民政府合辦煙花匯演，主辦單位為澳門特別行政區旅遊局及珠海市橫琴新區管委會，於2019年12月22日（冬至）晚上9時至晚上9時30分在在澳門旅遊塔對開海面及珠海市橫琴島十字門中央商務區對開海面舉行，更加入無人機和無人船表演元素為這次大型煙花匯演增加特色。

## 背景及發展

### 籌備過程
2019年9月7日，澳門旅遊局局長文綺華接受傳媒訪問時提到，12月20日的澳門回歸煙花表演將與廣東省珠海市橫琴新區合辦，煙花中標公司為中國內地公司「瀏陽市蘋果藝術燃放有限公司」，該公司曾聲稱於2001年澳門國際煙花比賽匯演贏得冠軍。判給費用方面為500萬人民幣，澳門與內地兩方各出資一半。

### 正式對外公佈
2019年12月2日，橫琴新區及澳門旅遊局舉行記者招待會，正式公佈並介紹該活動詳情。澳門旅遊局局長文綺華、副局長程衛東及許耀明，珠海市橫琴新區管理委員會主任楊川及管理委員會新聞辦主任呼延婷等出席。其中澳門旅遊局主席文綺華表示，該表演首次與珠海攜手，並融入嶄新的跨域合作理念，以歷來最大的規模及新穎豐富的元素，為大家呈獻一場壯麗璀璨的煙花盛典。相信該匯演的效果會令觀眾眼前一亮，更為澳門特別行政區成立20 周年倍添色彩。
該表演由澳門旅遊局及珠海橫琴新區管委會聯合承辦，本次燃放16萬枚煙花，燃放區域包括4艘大泊船、16個特效燃放平台及56艘無人船，另外在表演期間600架無人機亦參加該匯演，同時在西灣大橋兩旁各設一舍煙花燃放點，每個燃放點佈置2艘大泊船及8個特效燃放平台。

## 活動流程
整場匯演為時30分鐘，每個燃放點佈置4艘大泊船及8個特效燃放平台，發放16萬枚煙花；並分為4個篇章：“美麗中國、歡慶家園”、“歲月如歌、相約澳門”、“澳珠一家、鄰里情深”及“守望相助、共建灣區”；在匯演開始時出現“20”字樣煙花，寓意澳門回歸祖國20年。此外，匯演期間同時有56艘無人船及600隻無人機演出，組合成大三巴牌坊及港珠澳大橋等圖案，以及“澳珠一家親”等字樣，匯演執行單位由瀏陽市蘋果藝術燃放有限公司負責。
| 篇章                           | 時間        | 特色 | 配樂                                                       |
| 第一篇章：“美麗中國、歡慶家園” | 21:00-21:07 | 在匯演開始時出現“20”字樣煙花，寓意澳門回歸祖國20年，更出現“笑臉”圖案。                                                                                | 《歌唱祖國》、《七子之歌》(純音樂)及合唱版本《我愛你中國》 |
| 第二篇章：“歲月如歌、相約澳門” | 21:08-21:15 | 煙花出現“和平鴿”及“心形”圖案，600架無人機在第二至第三篇章之間展示澳門和珠海多座著名建築圖案，如大三巴牌坊及港珠澳大橋等圖案，56艘無人船同步展示演出。 | 合唱版本的《澳門之歌》及澳門回歸二十周年主題曲《蓮成一家》 |
| 第三篇章：“澳珠一家、鄰里情深” | 21:16-21:22 | 無人機組合出“澳珠一家親”字樣，並出現“握手”和象徵友誼的圖案，煙花出現“心形”圖案                                                                        | 中央少年廣播合唱團合唱歌曲 ─《澳門對面是橫琴》             |
| 第四篇章：“守望相助、共建灣區” | 21:23-21:30 | 寓意澳門和珠海守望相助，攜手共贏， 共建美麗灣區 | 《共同家園》(純音樂)、《我的祖國》                         |

## 媒體播放
電台方面，澳門電台中文頻道（FM100.7頻率）實時播放煙花背景音樂；電視方面，中央廣播電視總台中央電視台新聞頻道、中國環球電視網（CGTN）；廣東省珠海市的珠海廣播電視台電視二套（珠海-2） 頻道；香港TVB無綫財經資訊台；澳門澳廣視電視澳門綜藝頻道及澳門有線電視第三高清頻道直播該煙花匯演狀況；網上方面，新華社亦通過網上直播，同時多間媒體或報紙如澳門日報及澳門特區政府新聞局也通過多個網絡社交平台包括Facebook、YouTube及微博等直播煙花表演的狀況。
| 頻道                             | 節目名稱                                                                                       | 首播日期及時間 (北京時間)               | 主持           | 備註                                             |
| -------------------------------- | ---------------------------------------------------------------------------------------------- | --------------------------------------- | -------------- | ------------------------------------------------ |
| 中國中央電視台新聞頻道           | 《庆祝澳门回归祖国20周年特别报道》                                                             | 2019年12月22日 20:58-21:31 （現場直播） | 待查           |                                                  |
| 中國環球電視網CGTN               | Fireworks show to celebrate 20th Macao's return anniversary 澳珠烟花汇演庆祝澳门回归祖国20周年 | 2019年12月22日 21:00-21:30 （現場直播） | 待查           |                                                  |
| 新華社                           | 新華視頻LIVE-庆祝澳门回归祖国20周年澳珠烟花汇演                                                | 2019年12月22日 20:57-21:32 （現場直播） | 林寧           | 直播鏡頭於氹仔海濱單車徑對出海面望向澳門半島方向 |
| 澳廣視澳門綜藝                   | 《慶祝澳門回歸20周年澳珠煙花匯演》                                                             | 2019年12月22日 20:59-21:31 （現場直播） | 不設主持及旁述 | 不設主持及旁述                                   |
| 澳門有線電視第三高清頻道         | 《澳珠煙花匯演》                                                                               | 2019年12月22日 20:59-21:32 （現場直播） | 不設主持及旁述 | 不設主持及旁述                                   |
| 珠海廣播電視台公共頻道（珠海-2） | 《慶祝澳門回歸祖國二十周年澳珠煙花匯演》                                                       | 2019年12月22日 20:55-21:32 （現場直播） |                |                                                  |
| 香港無線電視財經‧資訊台          | 《慶祝澳門回歸二十周年：澳珠煙花匯演》                                                         | 2019年12月22日 20:58-21:31 （現場直播） | 陳焜傑、賴君蕊 | 節目由無線電視新聞部製作，澳門旅遊局贊助         |

## 臨時交通安排
2019年12月22日表演當天，交通事務局與治安警察局協調，於20:00至21:30在嘉樂庇總督大橋實施禁止行人通行措施，避免大量行人聚集於橋上觀看煙花造成危險，保障通行者安全。期間，警方亦會視乎實際情況，對西灣湖廣場、孫逸仙大馬路、西灣湖景大馬路、民國大馬路、氹仔海濱單車徑等一帶，實施臨時交通管制措施。
巴士服務安排方面，1和10路線延伸服務至旅遊塔，其餘原先停靠澳門旅遊塔一帶的巴士路線均臨時調整停靠位置，由匯演當天20:00至尾班車期間更停用“初級法院刑事大樓”巴士站。

## 外部連結
- “慶祝澳門回歸祖國二十周年”專題網站 （页面存档备份，存于）